# Tabe Slioor
Tabe Slioor (Helsinki, 21 novembre 1926 - Turku, 25 avril 2006) est une photographe, journaliste, mannequin et socialite finlandaise.